# Xiandao jezik
Xiandao jezik (ISO 639-3: xia; xiandaohua), jezik u provinciji Yunnan u Kini kojim govori oko 100 ljudi (1994) u selima Xiandao i Meng’e (distrikt Jiemao). Etnički se klasificiraju kao Achang, a njihov jezik možd je dijalekt jezika achang [acn].
Xiandao se klasificira kao poseban jezik unutar burmanske skupine jezika

## Vanjske poveznice
- Ethnologue (14th)
- Ethnologue (15th)